# Homem-Negativo
Homem-Negativo é um super-herói fictício da DC Comics. O personagem foi criado por Bob Haney, Arnold Drake e Bruno Premiani e fez sua primeira aparição em My Greatest Adventure #80 (Junho de 1963).
Homem-Negativo apareceu em numerosos desenhos animados de televisão e filmes. Ele fez sua primeira aparição em live-action como personagem convidado na série de televisão dos Titans para o novo serviço de streaming da DC e foi interpretado por Dwain Murphy e dublado por Matt Bomer. Ele fará parte do elenco principal da série de televisão Doom Patrol, com Matthew Zuk assumindo a papel de Murphy. Zuk vai interpretar a forma física do Homem-Negativo, enquanto Bomer emprestará sua voz ao personagem e interpretará Larry Trainor em flashbacks.

## História de publicação
A versão de Larry Trainor do Homem-Negativo apareceu pela primeira vez em My Greatest Adventure #80 e foi criada por Bob Haney, Arnold Drake e Bruno Premiani. Drake relembrou, 
Saí do escritório [do editor Murray Boltinoff] e encontrei Bob Haney no corredor. Bob era um bom amigo meu ... Eu perguntei se ele conseguiu uma tarefa de Bob Kanigher. Ele tinha essa rotina em que ele vinha de Woodstock uma vez por semana e ficava por duas noites e recebia algumas tarefas de Kanigher, depois voltava para casa e escrevia. Ele disse que não conseguiu uma tarefa de Kanigher, e eu disse a ele que tinha uma tarefa que eu tinha cerca de dois terços, mas eu precisava de outro personagem e talvez entre nós pudéssemos pensar em alguma coisa. Nós nos sentamos e criamos essa noção de um cara que passou por uma nuvem de radioatividade e está enfaixado da cabeça aos pés com essas bandagens especialmente tratadas que mantêm a radioatividade dentro dele para que ele não seja prejudicial para os outros. O aspecto mais inovador foi o Homem Negativo, o personagem que vive dentro dele que só pode ficar fora dele por 60 segundos - e não me pergunte por que 60 segundos.

## Biografia do personagem

### Larry Trainor
O Homem Negativo original, Larry Trainor, é um membro fundador da Patrulha do Destino, junto com Mulher-Elástica, Homem-Robô, e O Chefe. Como o resto da Patrulha do Destino, Trainor se vê como uma vítima tanto quanto um herói, e seu superpoder como uma aflição, em vez de uma bênção.
A carreira de Trainor como super-herói começa quando ele é acidentalmente exposto a um campo radioativo na atmosfera enquanto pilotava um avião de teste. Essa experiência o deixa radioativo, mas também lhe dá um estranho superpoder: a capacidade de liberar uma energia carregada negativamente de seu corpo; o ser, também referido como Homem-Negativo, ou, mais tarde, como o Espírito Negativo, pode voar em alta velocidade, fazer com que objetos sólidos explodam e passar por materiais sólidos. Assemelha-se a uma silhueta sombria de um ser humano, cercada por um brilho luminoso. O ser está sob o controle de Trainor e parece, a princípio, não ter mente própria. Infelizmente, Trainor é fraco e indefeso e quando o ser é separado de seu corpo; Eles só podem ficar separado por 60 segundos de cada vez sem arriscar a morte. Depois de seu acidente, Trainor se parece com O Homem Invisível; ele é forçado a usar ataduras especialmente tratadas em todo o corpo para proteger as pessoas de sua radioatividade.
As vendas de Doom Patrol tinham diminuído, e a equipe criativa optou por matar todo o time, incluindo o Homem-Negativo, na edição final, Doom Patrol #121 (setembro-outubro de 1968). A Patrulha do Destino sacrificou suas vidas para Madame Rouge e General Zahl (que apertou o botão de matar) para salvar a pequena vila de pescadores de Codsville, Maine.
Mais tarde, foi revelado que Larry Trainor de alguma forma (nunca explicada) sobreviveu à explosão. Ele apareceu vivo, permanentemente separado do ser de energia, mas ainda radioativo, enfaixado e fraco em sua ausência.

### Larry Trainor e Valentina Vostok
Em Showcase #94 (setembro de 1977), o Espírito Negativo reaparece quando possui uma cosmonauta russa, coronel Valentina Vostok, que se torna Mulher-Negativa. Inicialmente, Vostok poderia se transformar em uma forma de energia radioativa, possuindo as mesmas capacidades que o "parceiro" de Trainor. Mais tarde, como com Trainor, saiu dela, deixando-a fisicamente fraca, mas controlando-a, exigindo que ela usasse ataduras especiais, assim como Trainor. Após o retorno de Trainor, ele ganha força por estar na presença de Vostok e implora a ela que devolva o ser negativo a ele. Mais tarde ele tira o vilão Reactron da Penitenciária de Belle Reve, e, depois de ajustá-lo a um regulador, usa-o para tirar com sucesso o ser negativo de Vostok. Durante um encontro com Garguax, a retirada do ser negativo é interrompida e retorna para Vostok, mas salva Trainor e, no processo, cura Trainor, removendo completamente toda a radioatividade de seu corpo. Depois disso, Trainor trabalha com a Patrulha como "suporte secundário", mas ocasionalmente entra em combate usando armas de alta tecnologia.
Trainor, desde então, se uniu com o ser de energia e é um membro ativo da atual encarnação da Patrulha do Destino.
Recentemente, Larry teve a capacidade de se cobrir da energia negativa que está dentro dele em vez de liberá-lo, ganhando assim os mesmos poderes que o espírito negativo demonstrou. O monólogo interior de Larry diz que está fazendo com que ele sinta uma "sensação de queimação" (Doom Patrol vol. 5 #9).

### Rebis
O Espírito Negativo revela-se depois amoral, inteligente e capaz de falar. Trainor implora para deixá-lo em paz, mas ele se funde vigorosamente com Trainor e sua médica, Dra. Eleanor Poole. Juntos, as três entidades formam Rebis, uma pessoa divina, que, novamente, deve usar ataduras especiais. Rebis tem todas as memórias de todos os três seres e é, como tal, um ser composto, freqüentemente usando "nós" quando fala de si mesmo. Rebis tem uma gama maior de poderes que os de Trainor ou Vostok; Rebis pode voar, é psíquico, é extraordinariamente inteligente e, mais significativamente, é imortal. O ciclo de vida único de Rebis baseia-se em um evento chamado Aenigma Regis, no qual elimina seu antigo corpo e dá origem a uma nova versão de si mesmo; Ao descrever sua existência paradoxal, Rebis freqüentemente se compara a bonecas russas e a ouroboros.
Rebis deixa temporariamente a Patrulha do Destino para se acasalar e completar o Aenigma Regis; parte desse processo envolve o trabalho através do trauma significativo e do tumulto interno causado pela morte das identidades separadas de Trainor e Poole. Em algum momento durante essa ausência, Rebis também tem relações sexuais com Coagula, dando-lhe superpoderes. O velho corpo de Rebis é morto pelo Candlemaker, mas o novo corpo de Rebis, harmonizado, logo volta a ver o Candlemaker ser derrotado.

### Encarnação de Byrne
Em 2004, a Patrulha do Destino foi reinicializada em um enredo da Liga da Justiça e em uma nova série chamada Doom Patrol, ambas escritas e ilustradas por John Byrne. Nesta versão da Patrulha do Destino, que ignorou a continuidade anterior, Trainor é mais uma vez o Homem-Negativo (embora sua forma de energia negativa agora tenha a aparência de um esqueleto preto em vez de uma forma humanoide sombria). Após esta série ser cancelada, a minissérie Infinite Crisis explicou que this alteration foi causada por tentativas do Superboy-Prime para escapar do "céu" extradimensional que ele compartilhou com Alexander Luthor e o Superman e Lois Lane da Terra 2. Quando a Patrulha do Destino se junta a outros heróis na luta contra o Superboy-Prime, o Homem-Negativo e os outros membros da Patrulha do Destino (incluindo o ex-membro Mutano) começam a recordar suas vidas anteriores; Todas as encarnações anteriores da Patrulha do Destino estão agora em continuidade, embora os detalhes exatos do que isso significa ainda não estejam claros.

### Keith Giffen
Larry Trainor é mais uma vez um membro da Patrulha do Destino. A energia negativa pode agora existir separada do corpo do Trainor por mais de 60 segundos. Durante a Blackest Night, ele luta contra a Lanterna Negra Valentina Vostok, colocando seu Espírito Negativo contra a versão corrupta do Lanterna Negro e ele começa a convulsionar em dor depois de absorver ambas as entidades. Conseguindo controlá-los, ele os envia para Valentina, sobrecarregando-a e destruindo seu anel. No entanto, quando ele se recupera, ele não pode repetir o mesmo ataque contra o Lanterna Negro Cliff Steele antes do Lanterna Negro Celsius e Tempest atacar. O Homem-Robô comenta que a forma combinada de ambas as entidades é parcialmente semelhante à Rebis.
É revelado que o corpo original de Larry foi destruído na explosão de Codsville e que o “negativo” é de fato Larry (mente, consciência e alma); quando se viu sem um corpo físico, Larry se consolou em Valentina Vostok, mas apenas temporariamente, até que o Chefe o clonou um novo corpo. Quando um dos corpos expira, Larry fica em um corpo doador geneticamente alterado e com morte cerebral. Na transação, Larry obtém as lembranças e experiências de cada hospedeiro e a experiência pode ser enlouquecedora para ele, de modo que Larry constantemente se lembra de que é Larry Trainor.

### Os Novos 52
Enquanto segue com a segunda formação de Caulder da Patrulha do Destino, o Homem-Negativo e a equipe partiam em uma missão para capturar o Anel de Volthoom que havia se ligado a uma mulher chamada Jessica Cruz. Sua missão os colocou em oposição à Liga da Justiça. No entanto, foi revelado por Lex Luthor que Niles causou o acidente de Larry e todos os outros acidentes da equipe, forçando-os a perder a moral e desistir de tudo.

### Young Animal
Algum tempo depois, Larry foi misteriosamente transportado para o que era conhecido como "O Espaço Negativo" e foi separado de seu espírito negativo Keeg Bovo. Depois de ser enviado de volta à Terra, Larry se reuniu com seu colega Homem-Robô, membro da Patrulha do Destino, e foi contatado por Keeg Bovo, que convidou Larry para retornar ao Espaço Negativo para julgamento. Trainor, Bovo e Homem-Robô foram para o Espaço Negativo e, apesar de Trainor ter sido condenado a continuar ligado a Bovo, o Homem-Robô convocou o conselho para falar sobre a decisão, afirmando que era justo que Larry decidisse se queria continuar a conexão ou ser normal. Larry optou por continuar sendo o Homem-Negativo e aceitou Bovo, sabendo que assim poderia continuar ajudando as pessoas. Muitos espíritos negativos diferentes são vistos no julgamento.

## Em outras mídias

### Televisão
- O Homem-Negativo apareceu nas duas partes do episódio "Homecoming" da série animada Os Jovens Titãs e foi dublado por Judge Reinhold. O Homem-Negativo apareceu junto com os outros membros da Patrulha do Destino. Ele tem uma atitude sarcástica de fato semelhante a Ravena. Seu limite de 60 segundos de "separação da alma" está ausente na série. Ele afirmou que não deveria ficar muito tempo separado de seu corpo, mas não deu um limite de tempo específico. No entanto, está implícito que sua alma passou um tempo enjaulado, e ficou fora de seu corpo por cinco meses, enquanto seu corpo estava quase congelado. Além disso, enquanto a Patrulha do Destino estava ajudando os Titãs a lutarem contra a Irmandade do Mal, o Homem-Negativo passou um tempo "demais" longe de seu corpo e enquanto tentava voar de volta ao seu corpo, o espírito negativo afundou no chão aparentemente contra sua vontade, levando Mutano a assumir que ele estava morto, ou pelo menos nunca acordaria de seu estado catatônico sem o Espírito Negativo. Embora não tenha sido especificamente declarado quanto tempo o Espírito Negativo poderia permanecer separado de seu corpo nesta aparência, o comentário do Homem Negativo ao ser liberado, "Você poderia pelo menos ter me descongelado primeiro", implica que seu corpo físico poderia ter sido descongelado, ou em algum tipo de cena excluída. Isso explicaria como ele foi capaz de permanecer separado por tanto tempo sem efeitos negativos, especialmente porque este método foi empregado ocasionalmente durante outras encarnações da Patrulha do Destino quando, por qualquer razão, o Espírito Negativo foi incapaz de retornar ao corpo de Larry Trainor.
- O Homem-Negativo (ao lado dos membros da Patrulha do Destino: Chefe, Homem-Robô, e Mulher-Elástica) aparece no episódio "The Last Patrol!", da série animada Batman: The Brave and the Bold", e ele foi dublado por David K. Hill. Desde que o time se separou após um acidente na França, o Homem-Negativo conseguiu um emprego como artista de carnaval e foi ridicularizado pelas pessoas e pelo bando de carnaval até os ataques do Homem Animal-Vegetal-Mineral. Quando Batman, Chefe e Mulher-Elástica chegam, Batman tem uma conversa agressiva com o Homem-Negativo o suficiente para fazê-lo voltar à Patrulha do Destino e ajudar a afastar o Homem Animal-Vegetal-Mineral. Ele e os outros membros da Patrulha do Destino sacrificam suas vidas para parar um detonador que o General Zahl colocou em Codsville.
- Na série de TV Fringe, eles usam vários enredos inspirados em quadrinhos da DC, com um episódio com um cosmonauta russo com origem quase idêntica ao do Homem-Negativo.
- O Homem-Negativo aparece no curta "Doom Patrol" da DC Nation Shorts, e foi dublado por Clancy Brown.
- O Homem-Negativo aparece na terceira temporada de Justiça Jovem, no cena "Doom Patrol Go!". Esta encarnação do personagem é mostrada como sendo de outro gênero e conhecida como "Mulher Negativa" (presumivelmente para combinar com a dubladora), e foi dublada por Tara Strong.
- O Homem-Negativo aparece em Titans, sendo interpretado por Dwain Murphy e dublado por Matt Bomer.[10]
- O Homem-Negativo será um dos personagens principais da série Doom Patrol sendo interpretado pela voz de Matt Bomer e aparência física em flashbacks, e Matthew Zuk fisicamente interpretando o Homem-Negativo.[11]

### Filme
- Em Liga da Justiça: A Nova Fronteira, um piloto em cena climática de luta aérea tem um crachá com o nome "Trainor". Esta é uma aparição de Larry Trainor de acordo com um comentário de um produtor.